# Hermann Adam Berger
Hermann Adam Berger (* 20. Mai 1866 in Salzburg; † Juni 1953 in Graz) war ein österreichischer NS-Propagandist.

## Leben und Wirken
Nach dem Schulbesuch studierte Berger Philosophie, Religionswissenschaft und Kirchengeschichte. Er trug den Professor-Titel. Bereits vor dem Ersten Weltkrieg veröffentlichte er eine „Persiflage auf den jüdischen Symphoniker Gustav Mahler“ und danach eine Schrift über „das wahre Gesicht der katholischen Kirche“. Zum 7. November 1929 trat er der NSDAP bei (Mitgliedsnummer 116.217). Später wurde er Geschäftsführer (Sekretär) am Kreisgericht der NSDAP Graz-Stadt. Für die NSDAP war er als Lektor im Gaupropagandaamt in Graz und als Gauarchivar tätig.

## Schriften (Auswahl)
- Gedanken eines Deutsch-Österreichers über Deutschland und die Polenfrage. 1902.
- Das Wagnerianum, eine Persiflage auf den jüdischen Symphoniker Gustav Mahler. 1905.
- Hundert Wahrheiten aus dem Gebiete der Philosophie, Religion und Moral, Geschichte, Politik, Soziologie, Medizin, Sport, Kunst und Aesthetik, Pädagogik und Lebenserfahrung. Leipzig 1929.
- Christentum und Materialismus, das wahre Gesicht der katholischen Kirche. 1937.